# كاري بندر
كاري بندر (بالإنجليزية: Carey Bender)‏ هو لاعب كرة قدم أمريكية أمريكي، ولد في 28 يناير 1972 في ماريون في الولايات المتحدة.